# Bitwa pod Nieuport
Bitwa pod Nieuport – starcie zbrojne, które miało miejsce 2 lipca 1600 r. w trakcie wojny holendersko-hiszpańskiej 1595–1609 r. toczonej w ramach wojny osiemdziesięcioletniej.
W roku 1600 Maurycy Orański wylądował we Flandrii zelandzkiej w celu odblokowania Ostendy. Po zdobyciu kontroli nad ujściem Skaldy, wojska Maurycego pokonały armię namiestnika hiszpańskich Niderlandów, arcyksięcia Albrechta Austriackiego pod Nieuport. Pomimo zwycięstwa z powodu zbyt wydłużonych linii komunikacyjnych armia niderlandzka musiała zrezygnować ze zdobycia twierdzy Nieuport.
Wkrótce, pomimo poniesionej klęski, Hiszpanie przystąpili do oblężenia Ostendy, które trwało 4 lata i kosztowało życie 70 tys. ludzi po obu stronach. Ostatecznie Hiszpania odzyskali utraconą wcześniej twierdzę, a w roku 1609 obie strony podpisały rozejm na okres 12 lat.

## Wstęp
Stany Generalne w 1600 roku rozkazały Maurycemu Orańskiemu zebranie armii celem zniszczenia pirackiego gniazda w Dunkierce (Duinkerker Kapers). Ponadto Holendrzy po opanowaniu Ostendy i wybrzeży Flandrii, postanowili odciąć Hiszpanów od morza.
Spodziewano się, że trwające od dłuższego czasu na obszarze Niderlandów walki powstańcze na tyle osłabiły wojska hiszpańskie, że arcyksiążę Albrecht nie zdoła skoncentrować odpowiednio silnej armii, by dać skuteczną odsiecz twierdzy Nieuport.
Do 21 czerwca Maurycy zebrał siły wielkości 12 regimentów piechoty i 25 kornetów jazdy – razem 12 tys. piechoty i 2 tys. jazdy, a następnie 22 czerwca przeprawił się przez ujście Skaldy na licznych małych statkach i skierował swe wojska na Ostendę, która miała być bazą dla jego operacji. Wzmocnił tamtejszy garnizon połową regimentu i czterema kornetami, po czym 30 czerwca ruszył na Nieuport, który był bazą korsarską Hiszpanów.
Gdy Maurycy przybył 1 lipca pod Nieuport, przeprawił dwie trzecie swych sił przez rzekę Yser, by zablokować twierdzę od zachodu. W nocy z 1 na 2 lipca, gdy armia niderlandzka czyniła przygotowania do regularnego oblężenia, Maurycy otrzymał wiadomość, że w jego kierunku zbliża się wraz z całą armią liczącą 7,7 tys. piechoty i 1 200 jazdy namiestnik Niderlandów, arcyksiążę Albrecht. Widząc, że został odcięty od swej bazy, Maurycy wysłał z częścią sił swego kuzyna Ernesta Nassauskiego z zadaniem opóźniania pochodu armii hiszpańskiej. Uzyskany czas miał umożliwić Maurycemu ściągnięcie swych najlepszych oddziałów, które znajdowały się za rzeką Yser. Po połączeniu swej armii, nie mając innego wyjścia prócz ucieczki drogą morską, zamierzał stawić czoło nadchodzącej armii arcyksięcia Albrechta.
Ernest Nassauski otrzymał rozkaz przechwycenia mostu w Leffinge na rzece Yperlee. W tym celu ruszył w kierunku leżącej na południu przeprawy wraz ze szkockim regimentem Edmonda, holenderskim regimentem van der Noota, 4 kornetami jazdy i 2 działami – łącznie 2,1 tys. piechoty i 400 jazdy. Gdy przybył na miejsce, okazało się, że nieprzyjaciel panuje już nad przeprawą. Ernest rozwinął swe siły, licząc na to, że walka opóźni przeprawę Hiszpanów. Okazało się jednak, że ilość wojsk hiszpańskich, które zdążyły przejść już na drugą stronę rzeki jest bardzo duża, dlatego przeprowadzona przez wojska Albrechta szarża przebiła centrum Ernesta. Jazda niderlandzka uszła z pola walki, a piechota została całkowicie rozgromiona – szkocki regiment Edmonda został wybity niemal do ostatniego człowieka, natomiast niedobitki regimentu holenderskiego znalazły schronienie w Ostendzie. Na skutek doznanej klęski pod Leffinge Ernest został pozbawiony dowództwa.
Po odniesionym zwycięstwie arcyksiążę zebrał swych oficerów na naradę wojenną. Większość pragnęła, by okopać się w poprzek drogi na Ostendę, co zmusiłoby Maurycego do ataku wzdłuż wąskiego frontu w miejscu, gdzie ciężka jazda holenderska miałaby gorsze warunki do walki od lekkiej jazdy hiszpańskiej. Pomysł spotkał się z ostrym sprzeciwem tej części, która liczyła na zdobycze wojenne i z tego powodu pragnęła jak najszybciej doprowadzić do walki. Ponadto Albrecht liczył na to, że dopadnie wojska Maurycego pod murami Nieuport i pokona go z pomocą miejscowego garnizonu. Ostatecznie przeważyło pragnienie łupów i armia arcyksięcia ruszyła w szyku bojowym wzdłuż wybrzeża. W środku dnia z powodu przypływu maszerujące wojska hiszpańskie musiały opuścić zwężającą się z biegiem czasu plażę, wspinając się na złożone z sypkiego piasku wydmy. Spowolniło to marsz armii arcyksięcia Albrechta, dając Maurycemu Nassauskiemu czas na koncentrację sił i przygotowanie wojsk do bitwy. Korzystając z danego mu czasu Maurycy przeprawił brodem na prawy brzeg rzeki Yser około 1 tys. jazdy i 4 tys. najlepszej piechoty.

## Bitwa
Pierwsza linia holenderskiej piechoty zajęła mocną obronną pozycję na szczycie wydm, z 6 działami osłaniającymi jej skrzydła. Maurycy umieścił tam swoje najlepsze regimenty liczące 6 kompanii muszkieterów, a dowództwo nad nimi objął doświadczony Francis Vere. Nie zamierzał wydzielać na czoło żadnego oddziału osłonowego, chcąc trzymać swe siły w całości do nadejścia Hiszpanów. W tyle, w centrum stanęła większość piechoty niderlandzkiej, a na przód lewego skrzydła wysunięta została jazda.
By osłonić swój pochód Hiszpanie wysłali naprzód 500 arkebuzerów, którzy jednak ulegli rozsypce pod wpływem ognia dział niderlandzkich ustawionych na wydmach. Ponadto kilka okrętów holenderskich ostrzelało prawe skrzydło armii Albrechta. Wkrótce dwa regimenty hiszpańskich wojsk nieregularnych, znajdujące się w straży przedniej, bez rozkazu ruszyły do ataku na znajdujące się na wzgórzu pozycje wojsk niderlandzkich, których część jeszcze przeprawiała się przez Yser, walcząc przy tym z wycieczkami garnizonu twierdzy Nieuport. Atak ten został odparty i oba regimenty hiszpańskie wycofały się w nieładzie. W tym samym czasie lekka kawaleria hiszpańska została rozgromiona przez szarżujących holenderskich kirasjerów.
Korzystając z odpływu, Albrecht wyprowadził swe wojska na wydmy i na drogę do Ostendy. To samo zrobił Maurycy, więc dalsze walki toczyły się na wydmach i drodze do Ostendy. Maurycy, który w międzyczasie przeprawił już wszystkie swe wojska przez Yser, ustawił armię w trzech rzutach – jazda na drodze i w rezerwie, natomiast niemal cała piechota w centrum, na wydmach. Ponadto na flankującym drogę do Ostendy wzgórzu stanęły 2 działa i 250 strzelców. Armia hiszpańska także ustawiła się w trzech rzutach – z piechotą na wydmach i jazdą na drodze.
Najpierw ruszyła naprzód hiszpańska piechota, uformowana w postaci charakterystycznych tercios, na których czele stali Sapena i Avila. Zaatakowali oni prawe skrzydło niderlandzkie, gdzie znajdował się regiment fryzyjski. Maurycy posłał tam resztę swojej drugiej linii, dzięki czemu utrzymał front.
Następnie Maurycy rzucił całą swoją jazdę (nie licząc niewielkiej grupy jazdy z drugiego rzutu, którą trzymał w rezerwie za stanowiskami piechoty) na hiszpańskie skrzydło. Holenderscy kirasjerzy z łatwością rozbili lekką jazdę hiszpańską (która dostała się pod ogień flankowy wojsk niderlandzkich) oraz kornety sił nieregularnych, które poszły w rozsypkę i opuściły pole bitwy. Jednak atak jazdy holenderskiej został w końcu powstrzymany – dokonał tego trzeci rzut hiszpańskiej piechoty, wsparty przez kilka dział. Jazda holenderska wycofała się z ciężkimi stratami.
W tym czasie na lewym skrzydle wojsk niderlandzkich angielskie regimenty musiały stawić czoło hiszpańskim tercios złożonym ze starych weteranów. Tymi elitarnymi jednostkami piechoty dowodzili Monroy i Villar. Dobrze wyszkoleni w nowej taktyce Maurycego Anglicy utrzymywali ciągły ogień na posuwających się w górę wzniesienia, ciężko sŧąpających piechurów hiszpańskich. Pochód hiszpańskiej piechoty osłaniały grupki arkebuzerów. Gdy doszło w końcu do starcia na piki, Hiszpanie zepchnęli Anglików ze szczytu wzniesienia. Widzący niebezpieczeństwo Francis Vere domagał się posiłków, które jednak nie zdążyły na czas i Anglicy zostali całkowicie rozgromieni.
Jednak Hiszpanie, zmęczeni po całym dniu walki i marszu w trudnym terenie, posuwali się bardzo wolno. Co gorsza, oddziały hiszpańskich pikinierów i muszkieterów wymieszały się ze sobą. Maurycy posłał przeciwko nim resztę swej jazdy w sile trzech kornetów, której szarża odniosła niespodziewany sukces. Zaskoczeni atakiem Hiszpanie przystąpili do powolnego odwrotu. Vere, któremu udało się zebrać kilka angielskich kompanii pod osłoną baterii dział, ponownie włączył się do walki. Wkrótce wsparły jego działania regimenty trzeciego rzutu, które wreszcie dotarły na miejsce. Potężnie napierani Hiszpanie wycofali się w nieładzie.
Na prawym skrzydle armii niderlandzkiej arcyksiążę rzucił swój trzeci rzut do natarcia, pozbawiając się wszelkich odwodów. Maurycy dostrzegł w tym swoją szansę i nakłonił swoją zmęczoną jazdę do ostatniego wysiłku. Szarża jazdy holenderskiej, którą poprowadził kuzyn Maurycego Ludwik, całkowicie wyparła jazdę hiszpańską z pola walki. Hiszpańska piechota, która była już związana walką od frontu, nie była w stanie odeprzeć uderzenia z flanki i zaczęła oddawać pole. Wkrótce front się załamał i niemal wszystkie oddziały rzuciły się do bezładnej ucieczki, zostawiając wszystkie działa. Uciekinierzy rozproszyli się we wszystkich kierunkach, jednak dzięki bierności niderlandzkiego garnizonu Ostendy armia hiszpańska uniknęła całkowitego zniszczenia.
Hiszpańskie straty były wysokie – około 2,5 tys. żołnierzy, w tym wielu oficerów. Hiszpanie stracili również całą artylerię. Szczególnie bolesna była strata wielu weteranów hiszpańskiej piechoty, których niezwykle trudno było zastąpić.
Zwycięska armia niderlandzka także poniosła duże straty, które łącznie z klęską pod Leffinge wyniosły około 2 tys. żołnierzy. Także i w tym przypadku najpoważniejsze straty dotknęły najlepszych regimentów, złożonych z angielskich i szkockich weteranów.

## Po bitwie
Chociaż Maurycy pokonał armię hiszpańską, co nie zdarzało się zbyt często w końcu XVI wieku, bitwa nie przyniosła niderlandzkim powstańcom żadnych konkretnych korzyści. Maurycy, pomimo zwycięstwa, ze względu na zbyt wydłużone linie komunikacyjne musiał się wkrótce wycofać, tym bardziej, że Flamandowie wbrew oczekiwaniom nie przyłączyli się do powstania i pozostali lojalni wobec hiszpańskiej monarchii. Ponadto potężny port w Dunkierce, który był głównym celem kampanii Maurycego, pozostał poz zasięgiem wojsk niderlandzkich i będąc w rękach Hiszpanów, pozostał bazą dla kaprów atakujących niderlandzkie statki handlowe przez najbliższe lata.
W przyszłości Holendrzy zdołali zemścić się na Hiszpanach bijąc ich na morzu i rugując z pozycji pierwszego mocarstwa morskiego w drugiej połowie XVII wieku. Od strony taktycznej bitwa przebiegała paradoksalnie – przeprowadzone przez Maurycego reformy piechoty były niewątpliwie uzasadnione, jednak to nie zreformowana piechota zadecydowała o zwycięstwie, lecz szarżująca kawaleria niderlandzka.

## Szyk obu armii

### Armia niderlandzka
Pierwszy rzut
regiment angielski – dowódca Horace Vere
regiment angielski – dowódca Francis Vere
regiment fryzyjski – dowódca Hertinga (regiment był podwójny, gdyż składał się z 19 kompanii, w tym z dwóch kompanii gwardii piechoty Maurycego Nassauskiego)
6 kornetów kirasjerów
3 kornety lekkiej jazdy
Drugi rzut
regiment francuskich hugenotów – dowódca Domerville
batalion szwajcarski (4 kompanie)
regiment waloński – dowódca Marquette (regiment składał się z dezerterów walońskich służących w armii hiszpańskiej)
6 kornetów kirasjerów
Trzeci rzut
regiment niemiecki Ernesta Nassauskiego – dowódca Huysmann
regiment niderlandzki – dowódca Hurchtenburch
regiment niderlandzki – dowódca Ghistelles (tylko 6 kompanii – reszta została w Ostendzie dla wzmocnienia tamtejszego garnizonu)
3 kornety kirasjerów

### Armia hiszpańska
Pierwszy rzut
1. tymczasowy tercio (hiszpańscy muszkieterzy)
2. tymczasowy tercio (walońscy muszkieterowie)
7 kornetów lekkiej jazdy
Drugi rzut
tercio hiszpański – dowódca Monroy
tercio hiszpański – dowódca Villar
tercio hiszpański – dowódca Sapena
tercio włoski – dowódca Avila
1 kornet lekkich lansjerów
5 kornetów kirasjerów
Trzeci rzut
tercio waloński – dowódca La Barlotte
tercio waloński – dowódca Bucquoy
regiment angielski – dowódca Bostock (jednostka utworzona została z dezerterów pochodzących z garnizonu twierdzy Deventer, wzmocniona przez angielskich katolików)
6 kornetów lekkiej jazdy

### Początkowy układ sił
Północne skrzydło
- Armia niderlandzka : 14 dział, 650 angielskich muszkieterów
- Armia hiszpańska : 9 dział, 50 jazdy, 400 piechoty

Centrum
- Armia niderlandzka: 9350 piechoty
- Armia hiszpańska: 7300 piechoty

Południowe skrzydło
- Armia niderlandzka: 1200 jazdy
- Armia hiszpańska: 1000 jazdy